# Rebelión tuareg (1963-1964)
La rebelión tuareg de 1963-1964, a veces llamada la primera rebelión tuareg o Alfellaga, es una insurrección de las poblaciones tuareg, en el norte de Malí con el objetivo de lograr un reconocimiento político iniciada poco después de la independencia de esta nación de Francia ocurrida en 1960 y liderada por el presidente socialista Modibo Keïta. Esta breve revuelta fue sofocada por un potente ejército maliense armado por la Unión Soviética y con la entrada en el conflicto de Marruecos y Argelia en 1963. Se depuso a los 35 líderes de la rebelión y se impuso la ley marcial y la administración militar sobre las regiones tuareg.

## Antecedentes
Muchos en el norte escasamente poblado y étnicamente distinto de Malí, así como en el sur de Argelia y el norte de Níger, esperaban que se formara una nación independiente tuareg, bereber y árabe desde las regiones desérticas del Sahara hasta el fin del colonialismo francés. Los tuaregs y otros grupos minoritarios no se integraron al nuevo gobierno de Malí, y cuando el gobierno comenzó a promover una ley de reforma agraria que podría amenazar las tierras tradicionales de las tribus tuareg, empezaron las protestas. Esto se sumó al descontento provocado por el nuevo gobierno que llevó a ciertos tuaregs en el norte de Malí a rebelarse en 1963. La revuelta se refería principalmente a la tribu de los ifoghas.

## Desarrollo
Los primeros ataques tuareg comenzaron en el norte de Mali a principios de 1963 con pequeñas incursiones y ataques contra objetivos del gobierno. Los ataques se intensificaron en tamaño y destructividad hasta 1963, causando condiciones muy inestables en el norte poblado de Tuaregs. Los ataques tuareg no reflejaron un liderazgo unificado, una estrategia bien coordinada o evidencia clara de una visión estratégica coherente. Los insurgentes generalmente dependían de sus camellos para el transporte y estaban equipados principalmente con armas ligeras no muy sofisticadas y bastante antiguas, en contraste con las tropas malienses que tenían armas soviéticas y el apoyo de Argelia y Marruecos. Los tuaregs tampoco lograron movilizar a la comunidad tuareg en su conjunto. Si bien las estimaciones de sus números son altamente especulativas, es poco probable que los combatientes rebeldes hayan contado con más de 1,500 hombres.

## Consecuencias
El gobierno reaccionó rápida y duramente. El ejército maliense, bien motivado y ahora bien equipado con nuevas armas facilitadas por la Unión Soviética, llevaron a cabo vigorosas operaciones de contrainsurgencia. A finales de 1964, los métodos brutales del gobierno habían aplastado la rebelión. Esto colocó a las regiones pobladas del norte de tuareg bajo una administración militar represiva. Muchos tuareg de Mali huyeron como refugiados a países vecinos. Si bien el gobierno había terminado con éxito la rebelión, sus medidas coercitivas alienaron a muchos tuareg que no habían apoyado a los insurgentes. Las atrocidades y las violaciones de los derechos humanos en ambos lados contribuyeron a crear un clima de miedo y desconfianza en el norte. Según un antropólogo la brutalidad de la represión llevada a cabo por el ejército maliense, llegado principalmente del sur "ha dejado trazos dolorosos en la memoria colectiva, de manera particular en Kidal, y ha  nutrido de un resentimiento profundo en el seno de muchas familias de esta zona afectadas por las masacres que tuvieron lugar".
Aunque el gobierno posteriormente anunció una serie de programas para mejorar la infraestructura local y las oportunidades económicas, la mayoría de ellos carecían de los recursos para dar seguimiento. Como resultado, las quejas de los tuaregs permanecieron en gran medida desacreditadas, y el resentimiento continuó en muchas comunidades tuareg después de 1964, especialmente en Kidal. El problema de la inestabilidad en el norte de Malí simplemente se había pospuesto, no resuelto.